# Australopithecus anamensis
Australopithecus anamensis (ili Praeanthropus anamensis) je vrsta hominina koja je živjela prije oko 4 milijuna godina. Na stotine fosilnih primjeraka od preko dvadest različitih jedinki pronađeno je u Keniji i Etiopiji.

## Otkriće
Prvi fosilizirani primjerak te vrste (iako u to vrijeme nije prepoznat kao takav) predstavljao je komadić ramene kosti iz pliocenskih slojeva u regiji Kanapoi kod Istočnog jezera Turkana, kojeg je 1965. pronašao istraživački tim s Harvardovog sveučilišta. Taj je primjerak probno priključen rodu Australopithecus i datiran na oko 4 milijuna godina starosti.
Malo je dodatnih informacija bilo otkriveno sve do 1987. godine, kada je kanadski arheolog Allan Morton (s Terenskom školom Koobi Fora Harvardovog sveučilišta) otkrio djeliće primjerka koji su stršili iz znatno erodiranog brijega istočno od zaljeva Allia, blizu jezera Turkana (Kenija).
Kenijska paleoantropologinja Meave Leakey rođena u Londonu i arheolog Alan Walker 1994. istražili su nalazište u zaljevu Allia i otkrili nekoliko dodatnih fragmenata tog hominida, uključujući i potpunu donju čeljust, koja je dosta sličila na onu kod običnog čimpanze (Pan troglodytes), ali čiji su zubi bili sličniji čovječjima.
Meave Leakey i njeni kolege su 1995. godine, zamijetivši razlike između Australopithecus afarensisa i novih otkrića, iste priključili novoj vrsti, A. anamensis, čiji su naziv izveli iz turkanske riječi anam, što znači "jezero". Leakey je zaključila da je ova vrsta bila neovisna od mnogih drugih. Ne čini se intermedijarnom vrstom bilo kojeg tipa.
Iako istraživački tim nije pronašao kukove, stopala ili noge, Meave Leakey vjeruje da se Australopithecus anamensis često penjao po drveću. Ta aktivnost bila je jedan oblik ponašanja koju su rani hominini zadržali sve do pojave prvih vrsta roda Homo prije oko 2,5 milijuna godina. A. anamensis dijeli mnoge osobine s vrstom Australopithecus afarensis i mogao bi biti njegov izravni predak. Fosilni ostaci vrste A. anamensis datirani su na 4,2 i 3,9 milijuna godina starosti, dok nedavna otkrića iz stratigrafskih sekvenci ukazuju na starost od 4,1–4,2 milijuna godina. Između dva vulkanska sloja pronađeni su primjerci starosti između 4,17 i 4,12 milijuna godina, u isto vrijeme kada se i A. afarensis javlja u fosilnim zapisima.
Među te fosile (ukupno dvadeset) spadaju i gornja i donja čeljust, djelići lubanje, te gornji i donji dijelovi goljenične kosti. Pored toga, gore spomenuti fragment ramene kosti, koji je pronađen na tom istom nalazištu kod Kanapoija prije nekih trideset godina, priključen je toj vrsti.
Godine 2006. službeno je obznanjeno otkriće novih ostataka vrste A. anamensis, koji su proširili njenu rasprostranjenost u sjeveroistočnu Etiopiju. Među te nove fosile spadaju i najveći hominidski očnjak ikada otkriven i najranija bedrena kost pripadnika roda Australopithecus. Ostaci su pronađeni u regiji po imenu Središnji Awash, mjestu na kojem je došlo do još nekoliko kasnijih otkrića ostataka Australopithecusa, a nalazi se samo desetak kilometara od mjesta otkrića vrste Ardipithecus ramidus, najmlađe vrste roda Ardipithecus. Ardipithecus je bio primitivniji hominid u odnosu na Australopithecusa. Ostaci A. anamensisa stari su oko 4,2 milijuna godina, a vrste Ar. ramidus 4,4 milijuna godina, tako da je njihova međusobna razlika samo 200 000 godina, čime je ispunjena još jedna praznina u evolutivnoj vremenskoj crti hominida prije Australopithecusa.

## Vanjske poveznice
- (ArchaeologyInfo.com) C. David Kreger, "Australopithecus anamensis"  Arhivirana inačica izvorne stranice od 7. ožujka 2011. (Wayback Machine)
- PBS Porijeklo čovječanstva
- Članak o otkriću iz 2007. (srpanj 2007.)
- Australopithecus anamensis - Human Origins Program Instituta Smithsonian